# Benzinbleigesetz
Das Benzinbleigesetz begrenzte seit 1. Januar 1972 die Zusätze von Blei in Ottokraftstoffen in der Bundesrepublik Deutschland auf 0,4 g/l und ab 1. Januar 1976 auf 0,15 g/l. 1978 folgte dann mit der Richtlinie 78/611/EWG eine europäische Regelung zur Begrenzung des Bleigehalts auf 0,4 g/l in Kraftstoffen. Am 1. Februar 1988 wurde verbleites Normalbenzin verboten, andere Benzinsorten folgten auf europäischer Ebene durch die Richtlinie 98/70/EG zum 1. Januar 2000.

## Gliederung des Benzinbleigesetzes
- § 1 Zweck und Anwendungsbereich des Gesetzes
- § 2 Begrenzung und Verbot von Zusätzen mit Metallverbindungen
- § 2a Verbraucherschutz
- § 3 Ausnahmen
- § 3a Abgabe zum Ausgleich von Wettbewerbsvorteilen bei Ausnahmebewilligung
- § 4 Erklärung über die Beschaffenheit einzuführender Ottokraftstoffe
- § 5 Überwachung
- § 6 aufgehoben
- § 7 Ordnungswidrigkeiten
- § 8 Einfuhr von Ottokraftstoffen zu Verteidigungszwecken
- § 9 Berlin-Klausel
- § 10 Inkrafttreten